# 中央図書新社
中央図書新社（ちゅうおうとしょしんしゃ）は、かつて存在した日本の出版社。

## 概要
大学受験用の国語と英語の学習教材の刊行を手掛け、関東以西の高校や進学塾を対象に取次店や教科書販売業者経由で販売していた。2003年10月期の年売上高は約3億8500万円を計上していたが、少子化や書籍の電子化などの影響で2013年10月期の年売上高は約1億1500万円にまで落ち込んだ。長年の累積赤字で財務面での債務超過が続き、2014年6月30日に事業を停止し自己破産を申請した。負債は約1億6000万円。

## 沿革
- 1946年（昭和21年）6月 - 中央図書出版社[4]として創業[3]。当時の所在地：京都市中京区新烏丸通竹屋町上ル[5]。
- 1951年（昭和26年）12月 - 株式会社[6]に改組[3]。
- 1955年（昭和30年） - 1956年までに京都市中京区の前所在地より同市上京区油小路通元誓願寺下ルへ移転[7][8]。
- 2011年（平成23年） - 2012年までに京都市上京区の前所在地[9][10]より同市南区上鳥羽南苗代町40番地1へ移転。
- 2013年（平成25年）11月 - 「株式会社 中央図書出版社」より現商号（自己破産申請当時）に変更[3]。
- 2014年（平成26年）6月30日 - 事業停止し、自己破産を申請。京都地方裁判所において同日破産手続の開始決定を受ける[11]。
- 2015年（平成27年）1月ごろ - 破産手続終了[1]。